# Chayanne
Chayanne, nom d'artista d'Elmer Figueroa Arce (San Lorenzo, 28 de juny del 1968) és un cantant porto-riqueny que viu als Estats Units d'Amèrica. És el tercer dels cinc fills d'Irma Luz Arce, una professora i de Quintino Figueroa, un director comercial.
Amb deu anys començà en un grup popular dels anys 80 a Puerto Rico, Los Chicos. L'any 1987 gravà el seu primer disc en solitari, Chayanne, i començà a combinar la seva carrera de cantant i actor. Participà en el film Dance With Me l'any 1998. El 28 de setembre del 2008, protagonitzà una minisèrie anomenada Gabriel - amor immortal, gravada a Miami per a Mega Films.
Està casat amb una veneçolana, Marilisa Maronese, i té dos fills: Lorenzo Valentino i Isadora Sofía.

## Discografia[Cal actualitzar]

### Àlbums d'estudi
- Es mi nombre (1984)
- Sangre latina (1986)
- Chayanne (1987)
- Chayanne (1988)
- Tiempo de vals (1990)
- Provócame (1992)
- Volver a nacer (1996)
- Atado a tu amor (1998)
- Simplemente (2000)
- Sincero (2003)
- Cautivo (2005)
- Mi tiempo (2007)
- Noy hay imposibles (2010)

### Compilacions
- Grandes éxitos (2002)
- Desde siempre (2005)
- De piel a piel (2008)

### Covers
- Influencias (1994)

### DVDs
- Grandes éxitos (2002)
- Vivo (2008)

## Singles
| Any         | Títol                                   | Posició a la llista | Posició a la llista | Posició a la llista    | Àlbum             |
| Any         | Títol                                   | Hot Latin Tracks    | Latin Pop Airplay   | Latin Tropical Airplay | Àlbum             |
| ----------- | --------------------------------------- | ------------------- | ------------------- | ---------------------- | ----------------- |
| 1986        | Vuelve                                  | 24                  | -                   | -                      | Sangre Latina     |
| 1988        | Tu Pirata Soy Yo                        | 4                   | 1                   | 6                      | Chayanne          |
| 1988        | Este Ritmo Se Baila Así                 | 3                   | -                   | -                      | Chayanne          |
| 1988        | Fuiste un Trozo de Hielo en la Escarcha | 1                   | -                   | -                      | Chayanne          |
| 1988        | Fantasías                               | 8                   | -                   | -                      | Chayanne          |
| 1989        | Fiesta En America                       | 4                   | -                   | -                      | Chayanne (1988)   |
| 1990        | Peligro de Amor                         | 4                   | -                   | -                      | Chayanne (1988)   |
| 1990        | Completamente Enamorados                | 1                   | -                   | -                      | Tiempo de Vals    |
| 1990        | Simon Sez                               | 16                  | -                   | -                      | Tiempo de Vals    |
| 1990        | Daria Cualquier Cosa                    | 21                  | -                   | -                      | Tiempo de Vals    |
| 1991        | Tiempo de Vals                          | 7                   | -                   | -                      | Tiempo de Vals    |
| 1992        | Provocame                               | 4                   | -                   | -                      | Provócame         |
| 1992        | El Centro de Mi Corazón                 | 1                   | -                   | -                      | Provócame         |
| 1992        | Extasis                                 | 2                   | -                   | -                      | Provócame         |
| 1993        | Isla Desnuda                            | 15                  | -                   | -                      | Provócame         |
| 1993        | Mi Primer Amor                          | 8                   | -                   | -                      | Provócame         |
| 1994        | Querida                                 | 24                  | 9                   | -                      | Influencias       |
| 1994        | Gavilan O Paloma                        | 24                  | 6                   | -                      | Influencias       |
| 1997        | Solamente Tu Amor                       | 6                   | 1                   | 18                     | Volver a Nacer    |
| 1997        | Tal Vez Es Amor                         | 12                  | 4                   | 11                     | Volver a Nacer    |
| 1998        | Volver a Nacer                          | 10                  | 3                   | -                      | Volver a Nacer    |
| 1998        | Dejaría Todo                            | 1                   | -                   | -                      | Atado a Tu Amor   |
| 1998        | Atado a Tu Amor                         | 1                   | 1                   | 25                     | Atado a Tu Amor   |
| 1999        | Pienso en Ti                            | 15                  | 7                   | -                      | Atado a Tu Amor   |
| 1999        | Salome                                  | 1                   | 2                   | 1                      | Atado a Tu Amor   |
| 1999        | Soy Como un Niño                        | -                   | 23                  | 23                     | Atado a Tu Amor   |
| 2000        | Yo Te Amo                               | 1                   | 1                   | 1                      | Simplemente       |
| 2001        | Boom Boom                               | 1                   | 1                   | 6                      | Simplemente       |
| 2001        | Candela                                 | 8                   | 4                   | 12                     | Simplemente       |
| 2001        | Simplemente                             | -                   | 27                  | 34                     | Simplemente       |
| 2002        | Torero                                  | 1                   | 1                   | 1                      | Grandes Éxitos    |
| 2002        | Y Tu Te Vas                             | 1                   | 1                   | 1                      | Grandes Éxitos    |
| 2003        | Un Siglo Sin Ti                         | 1                   | 1                   | 4                      | Sincero           |
| 2004        | Cuidarte el Alma                        | 1                   | 1                   | 5                      | Sincero           |
| 2004        | Sentada Aquí en Mi Alma                 | 9                   | 4                   | -                      | Sincero           |
| 2005        | Contra Vientos Y Mareas                 | 6                   | 3                   | 23                     | Desde Siempre     |
| 2005        | No Se Por Que                           | 16                  | 4                   | -                      | Cautivo           |
| 2006        | No Te Preocupes Por Mi                  | 6                   | 1                   | -                      | Cautivo           |
| 2006        | Te Echo De Menos                        | 15                  | 1                   | 32                     | Cautivo           |
| 2007        | Si Nos Quedara Poco Tiempo              | 1                   | 1                   | 1                      | Mi Tiempo         |
| Tengo Miedo | -                                       | 27                  | -                   |                        | Mi Tiempo         |
| Lola        | -                                       | -                   | -                   |                        | Mi Tiempo         |
| 2010        | Me enamoré de tí                        | 1                   | 3                   | 1                      | No hay imposibles |